# ناحیه وانگدودودرنگ
ناحیه وانگدودودرنگ (به لاتین: Wangdue Phodrang District) یک منطقهٔ مسکونی در بوتان (کشور) است که در بوتان (کشور) واقع شده‌است. ناحیه وانگدودودرنگ ۴٬۳۰۸ کیلومتر مربع مساحت و ۴۲٬۱۸۶ نفر جمعیت دارد.